# Misan Nikagbatse
Misan Nikagbatse, né le 7 juillet 1982 à Berlin, en Allemagne, est un joueur allemand d'origine nigériane de basket-ball. Il évolue au poste d'ailier. 

## Palmarès
- 3e du championnat du monde 2002
- Finaliste du championnat d'Europe 2005